# 格兰维尔
格兰维尔（法語：Grainville，法語發音：[ɡʁɛ̃vil]）是法国厄尔省的一个旧市镇，属于莱桑德利区。2017年，格兰维尔与市镇加亚尔布瓦-克雷桑维尔合并为新市镇瓦勒多尔热，格兰维尔为新市镇行政中心。

## 地理
格兰维尔（49°20'50"N, 1°22'1"E）面积3.98 平方千米，位于法国诺曼底大区厄尔省，该省份为法国北部内陆省份，北起滨海塞纳省，西接奧恩省和卡爾瓦多斯省，南至厄尔-卢瓦省，东临瓦兹省、瓦兹河谷省和伊夫林省。
与格兰维尔接壤的市镇（或旧市镇、城区）包括：巴克维尔、沙勒瓦勒、昂代勒河畔弗勒里、加亚尔布瓦-克雷桑维尔、拉德蓬。
格兰维尔的时区为UTC+01:00、UTC+02:00（夏令时）。

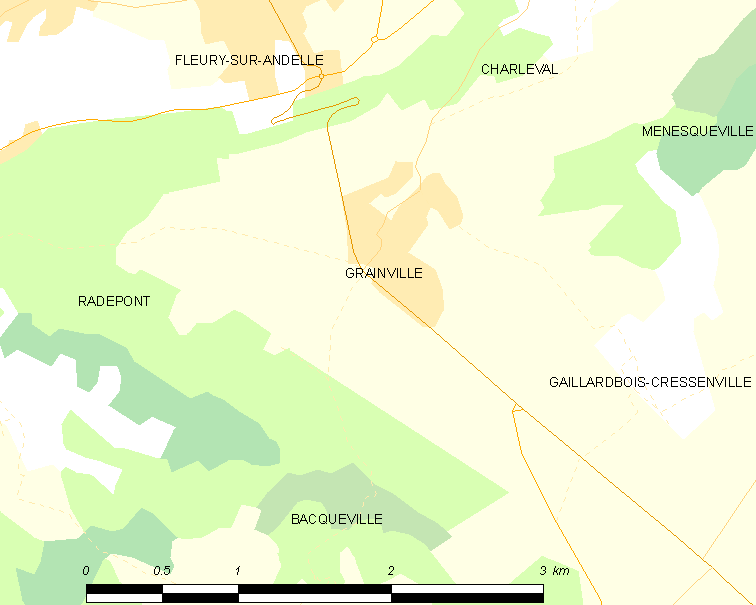
格兰维尔的OSM定位图

## 行政
格兰维尔的邮政编码为27380，INSEE市镇编码为27294。

## 政治
格兰维尔所属的省级选区为昂代勒河畔罗米伊县。

## 人口

1962-2008年间格兰维尔人口变化图示

格兰维尔于2018年1月1日时的人口数量为548人。